# 1264 Letaba
1264 Letaba este un asteroid din centura principală, descoperit pe 21 aprilie 1933, de Cyril Jackson.